# توماس جيبسون (سياسي)
توماس جيبسون هو سياسي كندي، ولد في 8 يناير 1825. انتخب عضو برلمان مقاطعة أونتاريو.